# Тиволи Штадион Тироль
«Ти́воли Шта́дион Тиро́ль» (нем. Tivoli Stadion Tirol) — многоцелевой стадион в городе Инсбруке. Это домашний стадион футбольных клубов «Ваккер» Инсбрук и «Тироль» Ваттенс, а также клуба по американскому футболу «Сварко Райдерс Тироль». Вместимость — 17 400 зрителей. Был открыт 8 сентября 2000 года. Находится рядом с олимпийским центром в Инсбруке.
Стадион использовался во время чемпионата Европы по футболу 2008 года, на нём прошли три матча группы D. До чемпионата стадион вмещал 17 400 зрителей, однако в рамках подготовки к турниру стадион был реконструирован, и его вместимость в 2008 году составила 31 600 зрителей. После чемпионата трибуны из временных конструкций весом 3500 тонн и вместимостью 16 000 человек были разобраны и проданы за 5 млн евро, и вместимость после некоторых переделок вновь сократилась до 17 400 человек.
В 2 из 3 матчей чемпионата Европы 2008 года на «Тиволи-Ной» участвовала сборная России: сначала она уступила Испании 1:4, а затем в решающем матче за выход из группы победила Швецию 2:0.
В 2011 году инсбрукский «Ваккер» заключил с маркетинговой организацией Tirol Werbung спонсорское соглашение, в соответствии с которым в течение десяти лет стадион будет носить название «Тиволи Штадион Тироль».

## Матчи чемпионата Европы 2008 года, прошедшие на стадионе
Время местное
| Дата         | Время | Команда 1 | Счёт | Команда 2 | Стадия   | Зрители |
| 10 июня 2008 | 18:00 | Испания   | 4:1  | Россия    | Группа D | 30772   |
| 14 июня 2008 | 18:00 | Швеция    | 1:2  | Испания   | Группа D | 30772   |
| 18 июня 2008 | 20:45 | Россия    | 2:0  | Швеция    | Группа D | 30772   |